# Fritz Leiber
Fritz Reuter Leiber Jr. (Chicago, 24 dicembre 1910 – San Francisco, 5 settembre 1992) è stato uno scrittore statunitense di fantasy, fantascienza e horror.
Più volte vincitore del premio Hugo e del premio Nebula, Leiber fu un esponente di punta dell'Epoca d'oro della fantascienza ed è considerato un maestro del genere sword & sorcery (di cui per altro ha coniato il nome); è stato inoltre attore di cinema e teatro, poeta e scacchista.

## Biografia
Figlio dei due attori shakespeareani Fritz Reuter Leiber Sr., di origini tedesche, famoso a teatro e a Hollywood dal 1916 fino alla sua morte, e Virginia Bronson, Fritz Leiber Jr. lavorò durante l'adolescenza nella compagnia teatrale itinerante dei genitori, la Fritz Leiber & Co., e nel 1928 si iscrisse all'Università di Chicago, dove si laureò in psicologia e scienze naturali nel 1932; a quel punto il giovane intraprese prima studi di teologia in un seminario episcopale di New York e poi di filosofia nuovamente a Chicago, ma non portò a termine nessuno dei due corsi e nel 1934 ricominciò a recitare, sia nella compagnia dei genitori (con lo pseudonimo di "Francis Lathrop") sia al cinema in ruoli minori. Nel frattempo, però, il giovane si era interessato alla letteratura di genere e iniziava a vagheggiare una carriera da romanziere: nel biennio 1934-1935 egli pubblicò un piccolo corpus di racconti su un periodo locale dell'Illinois e assieme al suo amico dell'università Harry Otto Fischer creò i due ladri vagabondi Fafhrd e il Gray Mouser, abitanti del sofisticato mondo immaginario di Nehwon.

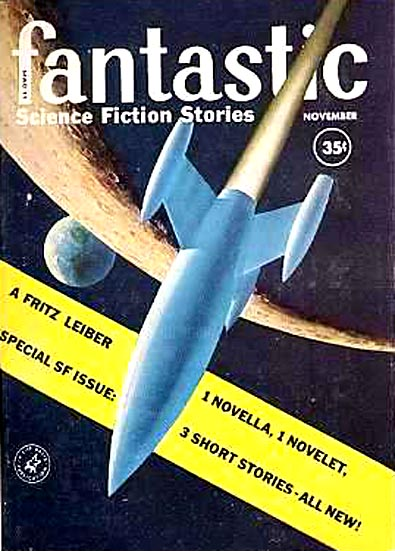
Il numero di novembre 1959 di Fantastic fu uno speciale monografico dedicato a Leiber, contenente cinque suoi testi inediti.

Il 16 gennaio 1936 Leiber si sposò con Jonquil Stephens e poco dopo intraprese una breve ma intensa corrispondenza con il celebre autore horror H.P. Lovecraft (voce di punta della rivista Weird Tales), terminata con la morte di questi l'anno successivo; sempre nel 1937 venne assunto dalla casa editrice Consolidated Book Publishing come redattore della Standard American Encyclopedia e l'anno seguente la coppia ebbe un figlio, il futuro filosofo Justin Fritz Leiber. Nel 1939, infine, Leiber esordì come scrittore professionista: sulla neonata rivista Unknown diretta da John W. Campbell apparve il racconto Two Sought Adventure con protagonisti Fafhrd e il Gray Mouser, i quali avrebbero accompagnato l'autore fino alla fine dei suoi giorni.
Nel 1941 la famiglia Leiber si trasferì in California così che Fritz potesse lavorare come docente universitario di oratoria e recitazione all'Occidental College di Los Angeles, ma con l'ingresso statunitense nella Seconda Guerra Mondiale egli decise di contribuire allo sforzo bellico e nel 1942 entrò nell'industria aeronautica Douglas Aircraft Company, occupandosi principalmente del controllo qualità sui velivoli C-47 Dakota/Skytrain. Alla fine del conflitto nel 1945, i Leiber tornarono a Chicago e Fritz divenne un giornalista per il periodico divulgativo Science Digest. Nel corso della guerra e dell'immediato dopoguerra continuò con regolarità a comporre narrativa: il romanzo Ombre del male (Conjure Wife, 1943) apparve su Unknown, L'alba delle tenebre (Gather, Darkness! 1943) e I tre tempi del destino (Destiny Times Three, 1945) furono pubblicati su Astounding Science-Fiction (l'altra testata diretta da Campbell), e nel 1947 Arkham House stampò una prima raccolta in volume di suoi racconti miscellanei, intitolata Neri araldi della notte (Night's Black Agents). 
All'inizio degli anni cinquanta Leiber riorientò la propria produzione sulla neonata testata Galaxy Science Fiction diretta da H. L. Gold e Frederik Pohl (che in quegli anni accolse pure Ray Bradbury e Jack Vance), pubblicò direttamente in volume il romanzo Il verde millennio (The Green Millennium, 1953), visse un periodo di blocco dello scrittore fra 1955 e 1956 e curò per Gnome Press una raccolta delle avventure di Fafhrd e il Gray Mouser, Two Sought Adventure (1957). Alla fine del decennio era ormai una voce affermata tanto da poter abbandonare il giornalismo per diventare scrittore a tempo pieno, ritrasferendosi con la moglie a Los Angeles. Da quel momento in poi molte sue opere apparvero nella prestigiosa rivista Fantastic diretta da Cele Goldsmith, accanto alle produzioni di autori più giovani e pioneristici quali Ursula Le Guin o Roger Zelzany, mentre la sempre più vasta saga di Fafhrd e il Gray Mouser venne sistematizzata da Ace Books in un ciclo di cinque volumi (più tardi portati a sette); va inoltre rimarcato che con il romanzo Il grande tempo (The Big Time, 1958), apparso su Galaxy Science Fiction, si aprì l'altra grande saga di opere interconnesse creata da Leiber, il ciclo della Guerra del Cambio (Change War). 
Nel 1969 Jonquil morì e Leiber, già da tempo membro degli Alcolisti Anonimi, piombò in una fase acuta di alcolismo aggravata da un contemporaneo abuso di barbiturici. Visse parte degli anni Settanta in condizioni di relativa povertà, testimoniate dai suoi ammiratori Harlan Ellison e Marc Laidlaw, e riuscì a riprendersi solo a fine del decennio, allorché la Tactical Studies Rules acquistò i diritti per adattare la saga di Fafhrd e il Gray Mouser in giochi di società, in particolare in supplementi al gioco di ruolo Dungeons & Dragons. La graduale guarigione dell'autore dalle sue dipendenze è testimoniata da uno dei suoi capolavori, il romanzo Nostra signora delle tenebre (Our Lady of Darkness, 1977).
Nella sua vecchiaia Leiber composte un'autobiografia intitolata Poco disordine, e poco sesso precoce: un saggio autobiografico (Not Much Disorder and Not So Early Sex: An Autobiographic Essay), inclusa nell'antologia Luce fantasma (The Ghost Light, 1984), raccolse diversi raggi di critica letteraria nel volume Fafhrd and Me (1990). Nel 1992 si risposò con Margo Skinner, una giornalista e poetessa sua amica da molti anni; poco dopo le sue seconde nozze partecipò a un convengo letterario a London in Ontario, ma la fatica del viaggio gli causò un infarto che lo uccise all'età di ottantun anni.

## Attività letteraria

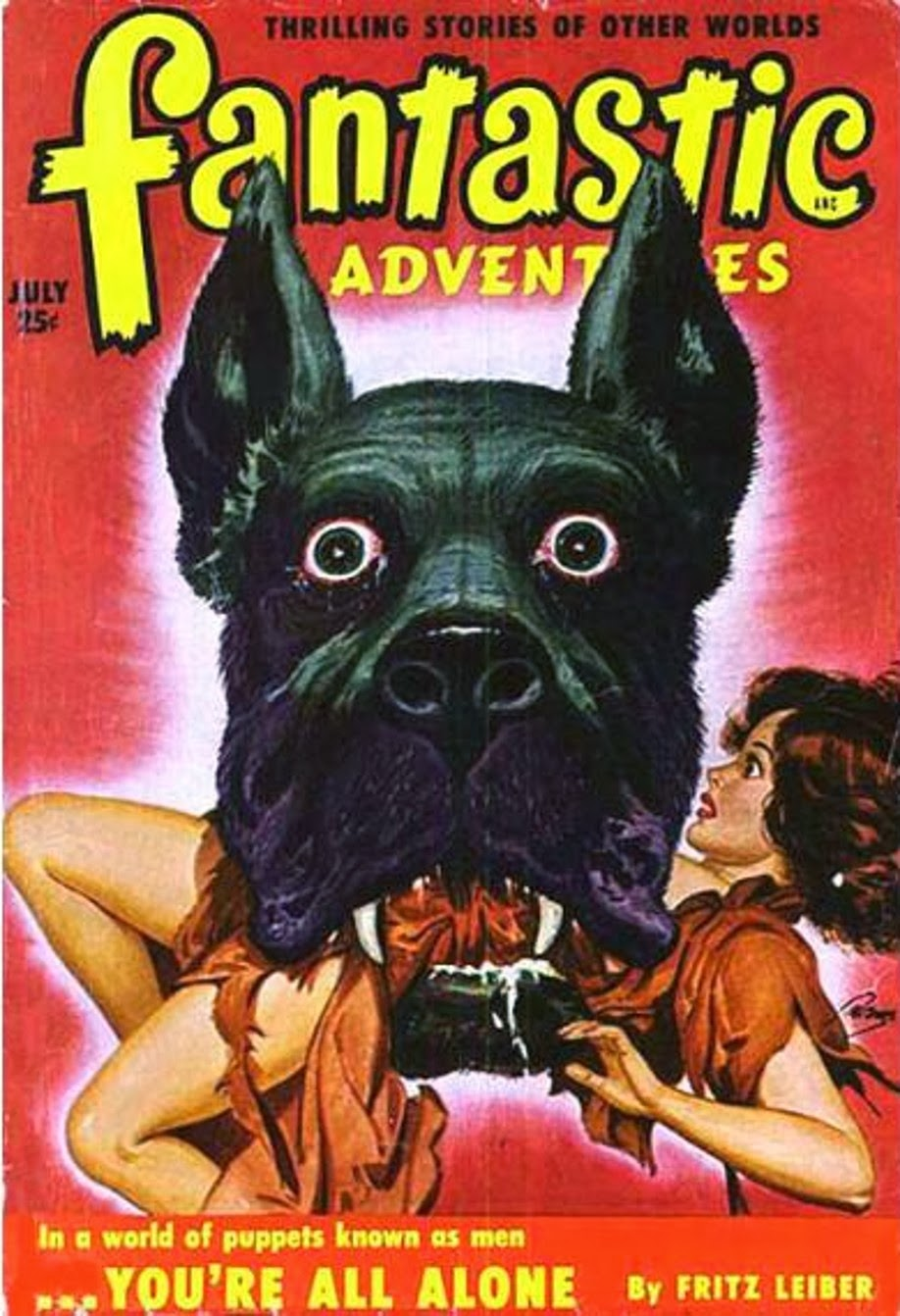
Il romanzo breve di Leiber Siamo tutti soli (You're All Alone) fu la storia di copertina del numero di luglio 1950 della rivista Fantastic Adventures

Nei suoi primi anni di carriera Leiber fu fortemente influenzato dallo scrittore horror H.P. Lovecraft e dal poeta e mitografo Robert Graves, nonché dalla drammaturgia di William Shakespeare, e tali ispirazioni sono già visibili nei suoi primissimi testi: il romanzo dell'orrore L'esperimento di Daniel Kesserich (The Dealings of Daniel Kesserich), composto nel 1936 ma edito solo nel 1996, e i racconti di Fafhrd e il Gray Mouser (pubblicati a cadenza annuale su Uknown fra 1939 e 1943), nei quali Leiber mise in scena le avventure di due banditi vagabondi che abitano sul pianeta immaginario di Nehwon e in particolare nella brulicante metropoli di Lankhmar. Questa produzione di fantasy avventuroso fu particolarmente importante per lo sviluppo del genere, in quanto Leiber tenne sì presente il modello posto da Robert E. Howard con la saga di Conan il cimmero, ma attenuò l'esotismo e il macabro prediletti da Howard in favore di estetiche più sardoniche e fiabesche, di fatto stabilendo i canoni del sottogenere sword and sorcery (il cui nome fu coniato dallo stesso Leiber). In quei medesimi anni l'autore sviluppò su Unknown anche un'ibridazione fra fantasy urbano e horror di ambientazione contemporanea, ad esempio nel racconto Fantasma di fumo (Smoke Ghost, 1941) e soprattutto nel romanzo Ombre del male (Conjure Wife, 1943), in cui un docente universitario scopre che tutte le donne del mondo sono streghe impegnate in guerre e schermaglie di magia all'insaputa dei loro mariti – una rappresentazione surreale e iperbolica degli intrighi di facoltà affrontati da Leiber quando lavorava all'Occidental College. Il conflitto fra accademia ufficiale dominata dagli uomini e tradizioni mistiche prettamente femminili è centrale anche nell'altro romanzo di Leiber del 1943, L'alba delle tenebre (Gather, Darkness!), un testo science fantasy in cui la popolazione di streghe si ribella a una classe dirigente di scienziati per impedire il collasso della "Seconda Età Atomica" in una nuova età oscura. Queste due anime della produzione giovanile di Leiber furono rappresentate entrambe già nella sua prima antologia personale, Neri araldi della notte (Night's Black Agents, Arkham House, 1947), che includeva sia otto racconti di orrore contemporaneo sia due avventure di Fafhrd e il Gray Mouser dalla matrice lovecraftiana: il racconto "La terra sprofondata" ("The Sunken Land"), già apparso su Unknown nel 1942, e il romanzo breve inedito Il gambetto dell'adepto (Adept's Gambit).

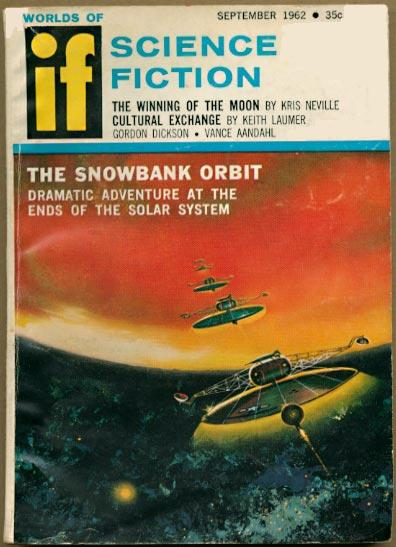
Il racconto di Leiber "Orbita frenante" ("The Snowbank Orbit") fu la storia di copertina del numero di settembre 1962 della rivista If.

Nel corso dagli anni cinquanta Leiber si distinse per il numero e la varietà crescente delle sue opere: il racconto "La ragazza dagli occhi famelici" ("The Girl With the Hungry Eyes", 1949) e il romanzo breve Siamo tutti soli (You're All Alone, 1950), poi espanso nel romanzo Scacco al tempo (The Sinful Ones, 1953), sono thriller paranormali coerenti con il filone ibrido già emerso su Unknown, mentre "Affari: giornata fiacca" ("A Bad Day for Sales", 1953), edito su Galaxy Science Fiction, rappresenta la robotica in un'ottica cinica e disincantata, in aperto contrasto con il positivismo del Ciclo dei Robot di Isaac Asimov; i racconti "Artigli nella notte" ("Dark Vengeance", poi reintitolato "Claws from the Night", 1951) e "I sette sacerdoti neri" ("The Seven Black Priests", 1953) riportarono in scena Fafhrd e il Gray Mouser, che a partire da "Tempi magri a Lankhmar" ("Lean Times in Lankhmar", 1959) sarebbero stati presenze fisse su Fantastic. Questa fase culminò con la pubblicazione sempre su Galaxy Science Fiction de Il Grande Tempo (The Big Time, 1958), primo episodio della saga fantascientifica della Guerra del Cambio e vincitore del Premio Hugo per il miglior romanzo 1958. Tale serie rappresenta un'audace reinterpretazione del tema dei viaggi nel tempo, poiché racconta in ordine anacronico la guerra fra le opposte fazioni dei Ragni (Spiders) e Serpenti (Snakes), i cui soldati cercano costantemente di riscrivere il passato per trionfare nel proprio presente.
A cavallo fra i due decenni Leiber si appassionò al pensiero psicologico di Carl Gustav Jung (in particolare ai concetti di anima e ombra) e allo studio antropologico L'eroe dai mille volti di Joseph Campbell, elementi che incorporò nella sua produzione degli anni Sessanta: risalgono a questo periodo capolavori quali il romanzo apocalittico Novilunio (The Wanderer, 1964), vincitore del Premio Hugo per il miglior romanzo 1965, i due romanzi brevi La nave delle ombre (Ship of Shadows, 1969) e Brutto incontro a Lankhmar (Ill Met in Lankhmar, 1970), insigniti del Premio Hugo per il miglior romanzo breve rispettivamente nel 1970 e 1971, e il racconto "Per muovere le ossa" ("Gonna Roll The Bones", 1967) apparso nella seminale antologia Dangerous Visions a cura di Harlan Ellison (Doubelday, 1967). Quest'ultimo testo non rappresentò solo il pregevole contributo dell'ormai anziano Leiber al nascente movimento New Wave, ma valse all'autore la prestigiosa "doppietta" di Premio Hugo e Premio Nebula per il miglior racconto nel 1968. In questo periodo Leiber realizzò anche la sua unica opera basata su una proprietà intellettuale altrui: nel 1966 gli eredi di Edgar Rice Burroughs gli commissionarono l'adattamento in prosa del film Tarzan nella valle dell'oro, liberamente tratto dalla saga di Tarzan, e Leiber ricavò dalla sceneggiatura della pellicola il romanzo Tarzan and the Valley of Gold, così coerente con le opere originali di Burroughs da essere incluso nel canone ufficiale della serie. 
Dopo i suoi gravi problemi di dipendenza all'inizio degli anni Settanta, Leiber elaborò una forma innovativa di fantasy urbano con il romanzo a puntate La cosa marrone chiaro (The Pale Brown Thing, 1977), pochi mesi dopo espanso e ripubblicato in volume come Nostra signora delle tenebre (Our Lady of Darkness, 1977): in questo testo di base autobiografica uno scrittore di narrativa dell'orrore cerca di superare il lutto per la morte della moglie e di riabilitarsi dall'alcolismo e nel corso della vicenda scopre che a San Francisco si è sviluppato un ecosistema di spiriti elementali, evocabili con l'oscura arte del megapolicromanzia; quest'opera è valsa a Leiber il World Fantasy Award categoria romanzo del 1978. Nel medesimo periodo l'autore compose due notevoli racconti sui mondi paralleli, in cui affrontò la propria fascinazione morbosa verso il nazismo: "L'ingegner Dolf" ("Catch That Zeppelin!", 1975), insignito anch'esso della "doppietta" Premio Hugo e Premio Nebula per il miglior racconto breve nel 1976, e "Belsen Express" ("Belsen Express", 1975), vincitore del World Fantasy Award categoria racconto.
Fra le ultime pubblicazioni di Leiber si registrano un terzo e ultimo nucleo di racconti della saga di Fafhrd e il Gray Mouser, in cui i due eroi (visibilmente invecchiati) abbandonato l'avventura e si ritirano a vita privata, e i due volumi di saggistica The Mystery of the Japanese Clock (1982) e Fafhrd & Me (1990). 

## Attività attoriale
Da attore di cinema, Leiber non rivestì parti di particolare spicco: il suo ruolo più notevole (non accreditato) fu Valentin nel dramma campione d'incassi Margherita Gauthier (Camille, 1936), diretto da George Cukor e con protagonista Greta Garbo. Più significativa fu la sua partecipazione, in vecchiaia, al film dell'orrore Equinox (1970) di Jack Woods, nel quale interpretò il dottor Arthur Watermann, ma buona parte del suo girato venne tagliata in un montaggio alternativo.
Pur avendo abbandonato la recitazione già all'inizio dell'attività letteraria, Leiber ha più volte inserito suggestioni teatrali nella sua narrativa: compagnie shakespeariane itineranti appaiono ad esempio nei racconti "Non è grande magia" ("No Great Magic", 1963) e "Quattro spettri in Amleto" ("Four Ghosts in Hamlet", 1964); il romanzo Il fantasma del Texas (A Specter is Haunting Texas, 1968) ha per protagonista un attore e produttore, e il romanzo Il Grande Tempo (The Big Time, 1958) si svolge in una piccola bolla di spazio-tempo isolato che le due fazioni coinvolte nella Guerra del Cambio utilizzano come zona franca per ristorare i propri soldati, il che conferisce alla vicenda una caratteristica unità aristotelica di tempo e luogo.

## Opere
Per ogni testo si indica la prima edizione nell'originale inglese e l'eventuale prima traduzione in lingua italiana. Le serie di testi interconnessi sono elencate cronologicamente, in base alla data di pubblicazione del primo episodio di ogni ciclo.

### Fafhrd e il Gray Mouser

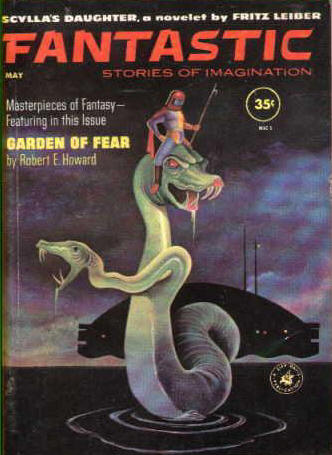
Il romanzo breve di Fafhrd e il Gray Mouser Scylla's Daughter fu la storia di copertina del numero di maggio 1961 della rivista Fantastic.

Serie costituita da un romanzo, otto romanzi brevi e ventotto racconti, fu composta in ordine anacronico e poi riorganizzata secondo la cronologia interna in sette volumi. Pur avendo contribuito a creare i due protagonisti e l'ambientazione, Harry Otto Fischer ha materialmente composto solo una parte del romanzo breve I signori di Quarmall (Lords of Quarmall, 1964) e un racconto mai integrato nella saga principale. 
1. Spade e diavolerie (Swords and Deviltry), Ace Books, 1970. Nell'omnibus Il mondo di Nehwon, trad. Roberta Rambelli, Fantacollana 20, Editrice Nord, 1977. Comprende due romanzi brevi e due racconti:
  - "Induzione" ("Induction"), nella raccolta Two Sought Adventure, Gnome Press, 1957.
  - Le donne delle nevi (The Snow Women), Fantastic aprile 1970.[3]
  - "L'empio Graal" ("The Unholy Grail"), Fantastic ottobre 1962.
  - Brutto incontro a Lankhmar (Ill Met in Lankhmar), The Magazine of Fantasy & Science Fiction aprile 1970.[4]
2. Spade contro la morte (Swords Against Death), Ace Books, 1970. Nell'omnibus Il mondo di Nehwon, trad. Roberta Rambelli, Fantacollana 20, Editrice Nord, 1977. Comprende dieci racconti:
  - "La maledizione ciclica" ("The Circle Curse"), composto appositamente.
  - "Le gemme nella foresta" ("Two Sought Adventure" poi "The Jewels in the Forest"), Unknown agosto 1939.
  - "La casa dei ladri" ("Thieves' House"), Unknown febbraio 1943.
  - "L'approdo desolato" ("The Bleak Shore"), Unknown novembre 1940.
  - "La torre che ululava" ("The Howling Tower"), Unknown giugno 1941.
  - "La terra sprofondata" ("The Sunken Land"), Unknown febbraio 1942.
  - "I sette sacerdoti neri" ("The Seven Black Priests"), Other Worlds maggio 1953.
  - "Artigli nella notte" ("Dark Vengeance" poi "Claws from the Night"), Suspense autunno 1951.
  - "Il prezzo del sollievo" ("The Price of Pain-Ease"), composto appositamente.
  - "Il bazaar del bizzarro" ("Bazaar of the Bizarre"), Fantastic agosto 1963.[5]Il racconto di Fafhrd e il Gray Mouser "L'empio Graal" ("The Unholy Grail") fu la storia di copertina del numero di ottobre 1962 della rivista Fantastic.Il racconto di Fafhrd e il Gray Mouser "Il bazaar del bizzarro" ("Bazaar of the Bizarre") fu la storia di copertina del numero di agosto 1963 della rivista Fantastic.

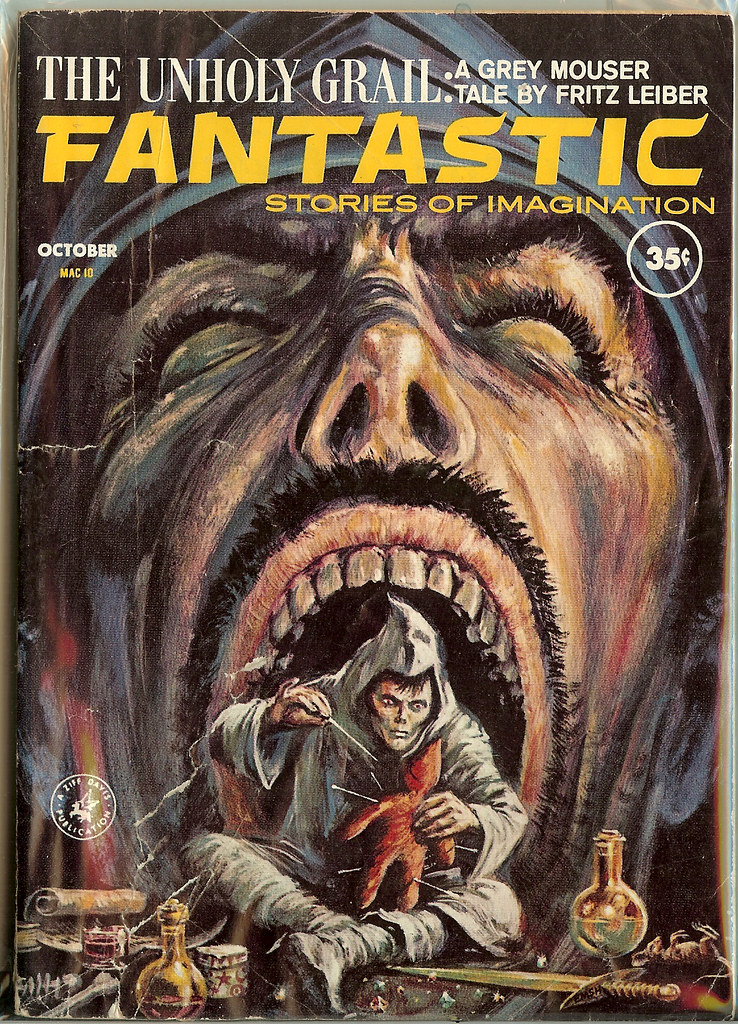
Il racconto di Fafhrd e il Gray Mouser "L'empio Graal" ("The Unholy Grail") fu la storia di copertina del numero di ottobre 1962 della rivista Fantastic.

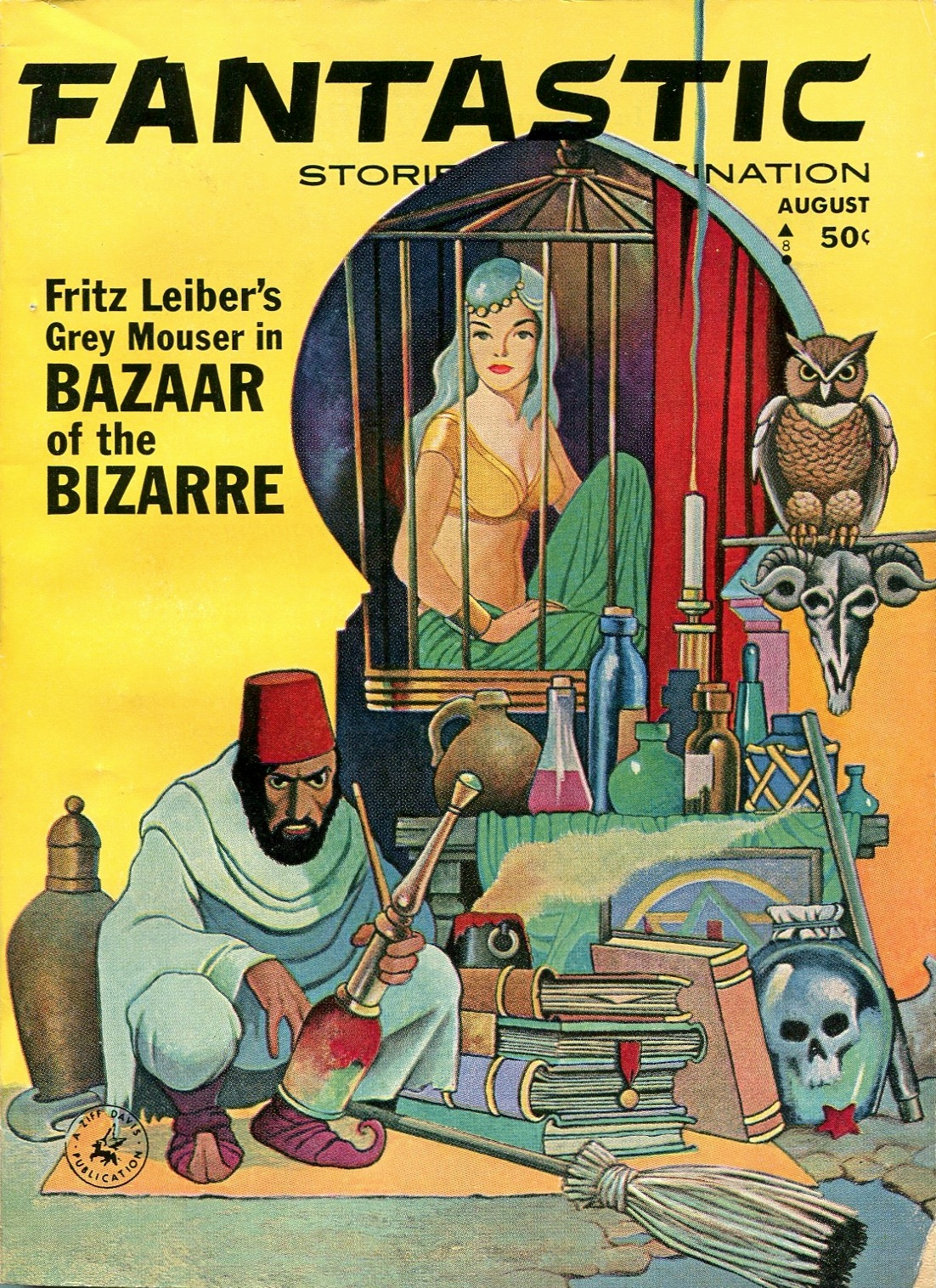
Il racconto di Fafhrd e il Gray Mouser "Il bazaar del bizzarro" ("Bazaar of the Bizarre") fu la storia di copertina del numero di agosto 1963 della rivista Fantastic.

3. Spade nella nebbia (Swords in the Mist), Ace Books, 1968. Nell'omnibus Il mondo di Nehwon, trad. Roberta Rambelli, Fantacollana 20, Editrice Nord, 1977. Comprende un romanzo breve e cinque racconti:
  - "La nube d'odio" ("The Cloud of Hate"), Fantastic maggio 1963.
  - "Tempi magri a Lankhmar" ("Lean Times in Lankhmar"), Fantastic novembre 1959.[6]
  - "Il loro amore: il mare" ("Their Mistress, the Sea"), composto appositamente.
  - "Quando il re del mari è assente" ("When the Sea-King's Away"), Fantastic maggio 1960.
  - "La diramazione sbagliata" ("The Wrong Branch"), composto appositamente.
  - Il gambetto dell'adepto (Adept's Gambit), nella raccolta personale Neri araldi della notte (Night's Black Agents), Arkham House, 1947.
4. Spade contro la magia (Swords Against Wizardry), Ace Books, 1968. Nell'omnibus Il mondo di Nehwon, trad. Roberta Rambelli, Fantacollana 20, Editrice Nord, 1977. Comprende due romanzi brevi e due racconti:
  - "Nella tenda della strega" ("In the Witch's Tent"), composto appositamente.
  - La rampa delle stelle (Stardock), Fantastic settembre 1965.[3]
  - "I due migliori ladri di Lankhmar" ("The Two Best Thieves of Lankhmar"), Fantastic agosto 1968.[7]
  - I signori di Quarmall (The Lords of Quarmall), serializzato in due puntate in Fantastic gennaio e febbraio 1964. Collaborazione con Harry Otto Fischer.
5. Le spade di Lankhmar (The Swords of Lankhmar), Ace Books, 1968; riscrittura espansa del romanzo breve Scylla's Daughter, Fantastic maggio 1961. Trad. Roberta Rambelli, Fantacollana 12, Editrice Nord, 1976.
6. Spade tra i ghiacci (Swords and Ice Magic), Ace Books, 1977. Trad. Roberta Rambelli, Fantacollana 28, Editrice Nord, 1979. Comprende un romanzo breve e sette racconti:
  - "La tristezza del carnefice" ("The Sadness of the Executioner"), nell'antologia Flashing Swords! 1, a cura di Lin Carter, Science Fiction Book Club, Doubleday, 1973.[8]
  - "La bella e le bestie" ("Beauty and the Beasts"), nella raccolta personale Spazio, tempo e mistero (The Book of Fritz Leiber), DAW Collectors 87, DAW Books, 1974.[9]
  - "Prigionieri nella terra delle ombre" ("Trapped in the Shadowland"), Fantastic novembre 1973.
  - "L'esca" ("The Bait"), Whispers dicembre 1973.
  - "Sotto i pollici degli dei" ("Under the Thumbs of the Gods"), Fantastic aprile 1975.[10]
  - "Prigionieri del Mare delle Stelle" ("Trapped in the Sea of Stars"), nella raccolta personale Spazio, tempo e altri misteri (The Second Book of Fritz Leiber), DAW Collectors 164, DAW Books, 1975.[11]
  - "La Mostreme di ghiaccio" ("The Frost Monstreme"), nell'antologia Flashing Swords! 3: Warriors and Wizards, a cura di Lin Carter, Dell Publishing, 1976.[12]
  - L'isola della brina (Rime Isle), serializzato in due puntate in Cosmos SF&F Magazine maggio e luglio 1977.
7. Il cavaliere e il fante di spade (The Knight and Knave of Swords), Ace Books, 1988. Trad. Carla della Casa, Fantacollana 96, Editrice Nord, 1990. Comprende due romanzi brevi e due racconti:
  - "La magia del mare" ("Sea Magic"), The Dragon dicembre 1977.
  - "La sirena" ("The Mer She"), nella raccolta personale Heroes and Horrors, Whispers Press, 1978.
  - La maledizione delle piccole cose e delle stelle (The Curse of the Smalls and the Star), nell'antologia Heroic Visions, a cura di Jessica Amanda Salmonson, Ace Books, 1983.[13]
  - Il Mouser sottoterra (The Mouser Goes Below), composto appositamente.

Prima di morire Leiber autorizzò il romanziere statunitense Robin Wayne Bailey a proseguire la serie, e questi ha composto un romanzo interquel ambientato durante le ellissi temporali del racconto "La maledizione ciclica" (compreso in Spade contro la morte):
- Swords Against the Shadowland, White Wolf Publishing, 1998.

L'eptalogia originale è stata riunita per la prima volta nei due omnibus The First Book of Lankhmar (Fantasy Masterworks 18, Gollancz, 2001; volumi 1-4) e The Second Book of Lankhmar (Fantasy Masterworks 24, Gollancz, 2001; volumi 5-7). 
Dodici dei trentasette episodi della serie sono stati tradotti in italiano per la prima volta entro volumi miscellanei (cfr. le note associate ai singoli testi), mentre l'eptalogia Ace Books è stata pubblicata integralmente da Editrice Nord; si noti che nella prima edizione cartonata i volumi dal primo al quarto furono combinati assieme nell'omnibus Il mondo di Nehwon (trad. Roberta Rambelli, Fantacollana 20, Editrice Nord, 1977), mentre il quinto, sesto e settimo vennero pubblicati singolarmente; la successiva ristampa in formato tascabile unì invece il primo e il secondo volume nell'omnibus Le donne delle nevi (Tascabili Fantasy 25 [72], Editrice Nord, 1995) e il terzo e il quarto in Spade nella nebbia (Tascabili Fantasy 27 [81], Editrice Nord, 1995), mantenendo in tomi singoli il quinto e il sesto tomo (il settimo non fu ristampato); l'intera serie è stata successivamente riproposta nell'omnibus Sword & Sorcery: L'epopea di Fafhrd e del Gray Mouser, Oscar Draghi, Arnoldo Mondadori Editore, 2020. Resta inedito l'ottavo volume composto da Robin Wayne Bailey.

#### Testi minori
Sono noti tre testi brevi di Leiber e Fischer non integrati nella serie principale:
- Fritz Leiber, The Grey Mouser (sic), The Acolyte autunno 1944. Due poesie con protagonista il Gray Mouser, riunite alla serie principale come testo prefatorio nell'omnibus italiano Sword & Sorcery: L'epopea di Fafhrd e del Gray Mouser, Oscar Draghi, Arnoldo Mondadori Editore, 2020.
- Harry Otto Fischer, "The Childhood and Youth of the Gray Mouser",The Dragon n. 18, 1978. Unico racconto del ciclo composto dal solo Fischer.
- Fritz Leiber, "The Tale of the Grain Ships: A Fragment", The New York Review of Science Fiction maggio 1997. Racconto incompiuto di Leiber risalente agli anni Trenta, poi rielaborato nel romanzo breve Scylla's Daughter (a sua volta espanso in Le spade di Lankhmar).

Inoltre, alcuni episodi della saga sono apparsi anche in edizioni antologiche difformi rispetto alla scansione in sette volumi:
- Two Sought Adventure, Gnome Press, 1957. Raccolta di sette racconti già apparsi su rivista più un ottavo racconto inedito, successivamente ripartiti fra Spade e diavolerie e Spade contro la morte.
- Rime Isle, Whispers Press, 1977. Romanzo fix-up che combina il racconto "La Mostreme di ghiaccio" ("The Frost Monstreme") e il romanzo breve L'isola di brina (Rime Isle).
- Bazaar of the Bizarre, Donald M. Grant, 1978. Raccolta illustrata da Stephan Peregrine dei racconti "Il bazaar del bizzarro" ("Bazaar of the Bizarre"), "La nube d'odio" ("The Cloud of Hate") e "Tempi magri a Lankhmar" ("Lean Times in Lankhmar").

### Guerra del Cambio(Change War)

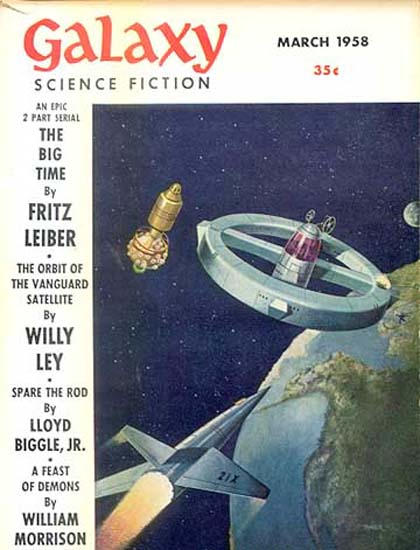
Il romanzo Il Grande Tempo (The Big Time), primo episodio della Guerra del Cambio, apparve in due puntate su Galaxy di marzo e aprile 1958.

Serie composta da un romanzo e undici racconti; Leiber non ne ha mai organizzata una raccolta integrale e sistematizzata.
- Il Grande Tempo (The Big Time), serializzato in due puntate su Galaxy Science Fiction marzo e aprile 1958; prima edizione in volume nel tomo doppio The Big Time / The Mind Spider and Other Stories, Ace Double D-491, Ace Books, 1961. Trad. Vanna Lombardi, serializzato in quattro puntate su Galaxy anno IV n. 11 e 12 e anno V n. 1 e 2, Casa Editrice La Tribuna, novembre e dicembre 1961 e gennaio e febbraio 1962; prima edizione italiana rilegata trad. Riccardo Valla, Cosmo Serie Oro. Classici della Narrativa di Fantascienza 19, Editrice Nord, 1975.
- "Non si torna indietro" ("Try and Change the Past"), Astounding Science Fiction marzo 1958. Trad. Gianni Montanari in La guerra e i labirinti, Science Fiction Book Club 47, Casa Editrice La Tribuna, 1976.
- "Un ufficio pieno di ragazze" ("A Deskful of Girls"), The Magazine of Fantasy & Science Fiction aprile 1958. Trad. Giancarlo Tarozzi ne Il meglio di Fritz Leiber, SF. Il Meglio della Fantascienza 1, SIAD Edizioni, 1979.
- "Il numero della bestia" ("The Number of the Beast"), Galaxy Magazine dicembre 1958. Trad. Lidia Lax in Galaxy Anno V-N. 7, Casa Editrice La Tribuna, luglio 1962.
- "Come dannarsi" ("Damnation Morning"), Fantastic agosto 1959. Trad. Gianni Montanari ne La guerra e i labirinti, Science Fiction Book Club 47, Casa Editrice La Tribuna, 1976.
- "Ama il mostro tuo" ("The Haunted Future" o "Tranquility, or Else!"), Fantastic novembre 1959. Trad. Gianni Montanari ne La guerra e i labirinti, Science Fiction Book Club 47, Casa Editrice La Tribuna, 1976.
- "Un ragno nella mente" ("The Mind Spider"), Fantastic novembre 1959. Trad. Gianni Montanari ne La guerra e i labirinti, Science Fiction Book Club 47, Casa Editrice La Tribuna, 1976.
- "Azione di retroguardia" ("The Oldest Soldier"), The Magazine of Fantasy & Science Fiction maggio 1960. Trad. Gianni Montanari ne La guerra e i labirinti, Science Fiction Book Club 47, Casa Editrice La Tribuna, 1976.
- "Non è grande magia" ("No Great Magic"), Galaxy Magazine dicembre 1963. Trad. ignota in appendice al romanzo L'ultima fortezza della Terra di A. E. van Vogt, Galassia 45, Casa Editrice La Tribuna, settembre 1964.
- "Quando soffiano i venti del cambiamento" ("When the Change-Winds Blow"), The Magazine of Fantasy & Science Fiction agosto 1964. Trad. Vittorio Curtoni in Cronache dallo spazio. Il meglio di Fritz Leiber, Fantascienza 6, Sperling & Kupfer, 1991.
- "La mossa del cavallo" ("Knight to Move"), Broadside Magazine dicembre 1965. Trad. Giuseppe Lippi in Spazio, tempo e mistero, Oscar Fantascienza 59/F3 [1939], Arnoldo Mondadori Editore, 1987.
- "Problema d'esame" ("Black Corridor"), Galaxy Magazine dicembre 1967. Trad. Mario Galli nell'antologia Vedremo domani, Urania 534, Arnoldo Mondadori Editore, 22 Febbraio 1970.

Di seguito si elencano le raccolte che sistematizzano parzialmente la sequenza, ognuna delle quali propone un ordine di lettura differente:
- The Big Time / The Mind Spider and Other Stories, Ace Books, Ace Double D-491, 1961. Volume doppio contenente il romanzo Il Grande Tempo e la raccolta The Mind Spider and Other Stories, che comprende i sei racconti "Ama il mostro tuo", "Come dannarsi", "Azione di retroguardia", "Non si torna indietro", "Il numero della bestia" e "Un ragno nella mente". The Mind Spider and Other Stories è confluito nella raccolta per il mercato italiano La guerra e i labirinti, a cura di Gianni Montanari, Science Fiction Book Club 47, Casa Editrice La Tribuna, 1976.
- The Mind Spider and Other Stories, Ace Books, 1976. Riedizione in volume autonomo della raccolta omonima del 1961, include una prefazione inedita di Leiber ma sostituisce "Non si torna indietro" con un racconto autoconclusivo non afferente alla Guerra del Cambio.
- The Change War, Gregg Press, 1978. Raccoglie tutti i racconti tranne "Quando soffiano i venti del cambiamento".
- Changewar, Ace Books, 1983. Raccoglie "Non si torna indietro", "Azione di retroguardia", "Come dannarsi", "Quando soffiano i venti del cambiamento", "La mossa del cavallo", "Un ufficio pieno di ragazze" e "Non è grande magia".
- Snakes & Spiders: The Definitive Change War Collection, a cura di Kevin A. Straight, Creative Minority Productions, 2012. Omnibus comprendente "Azione di retroguardia", "Come dannarsi", il romanzo Il Grande Tempo (inframmezzato ai racconti), "Non si torna indietro", "Un ufficio pieno di ragazze", "La mossa del cavallo", "Quando soffiano i venti del cambiamento" e "Non è grande magia".

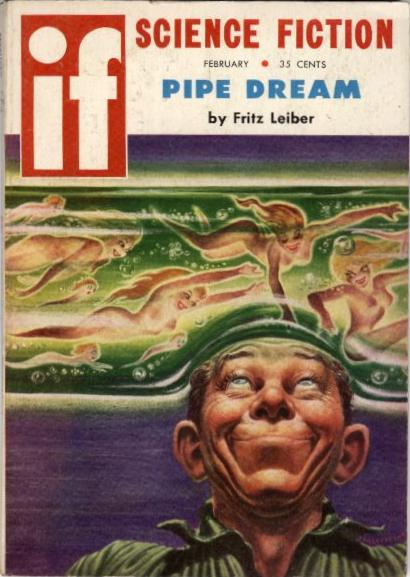
Il racconto di Simon Grue "Sogno doppio" ("Pipe Dream") fu la storia di copertina del numero di febbraio 1959 della rivista If.

### Gummitch
Tre racconti brevi sul gatto senziente Gummitch riuniti nell'antologia Gummitch and Friends, Donald M. Grant, 1992 (comprendente anche testi di Poul Anderson, Karen Anderson e Margo Skinner). 
- "Era spaziale per i felini" ("Space-Time for Springers"), nell'antologia Star Science Fiction Stories 4, a cura di Frederik Pohl, Ballantine Books, 1958. Trad. Gian Luigi Gonano in 12 mondi, Edizioni dello Scorpione, 1966.
- "Spirito creativo dei gatti" ("Kreativity for Kats"), Galaxy Magazine aprile 1961. Trad. Renata Forti in Galaxy a. V n. 11, Casa Editrice La Tribuna, novembre 1962.
- "The Cat Hotel", The Magazine of Fantasy & Science Fiction ottobre 1983.

### Simon Grue
Due racconti di fantasy contemporaneo con il medesimo protagonista riuniti nell'antologia A Pail of Air, Ballantine Books, 1964.
- "Rump-titty-titty-tum-tah-tì!" ("Rump-Titty-Titty-Tum-TAH-Tee"), The Magazine of Fantasy & Science Fiction maggio 1958. Trad. Gian Luigi Gonano in Gamma a. IV n. 26, Edizioni dello Scorpione, febbraio 1968.
- "Sogno doppio" ("Pipe Dream"), If febbraio 1959. Trad. Gaetano Staffilano in Millemondiestate 1988: 2 Romanzi brevi e 13 Racconti, Urania Millemondi 33, Arnoldo Mondadori Editore, giugno 1988.

### Dottor Dragonet
Due racconti di fantasy contemporaneo con il medesimo protagonista riuniti nell'antologia The Worlds of Fitz Leiber, Ace Books, 1976. 
- "Gli occhiali della mente" ("The Goggles of Dr. Dragonet"), Fantastic Stories of Imagination luglio 1961. Trad. Riccardo Valla in Millemondinverno 1988: 3 Romanzi brevi e 12 Racconti, Urania Millemondi 34, Arnoldo Mondadori Editore, novembre 1988.
- "Far Reach to Cygnus", Amazing Stories febbraio 1965.

### Universo di Tarzan
Leiber ha contribuito con un romanzo allo sviluppo dell'universo di Tarzan creato da Edgar Rice Burroughs; l'opera è riconosciuta come 25° romanzo della cronologia ufficiale.
- Tarzan and the Valley of Gold, Ballantine Books, 1966. Novellizzazione del film omonimo diretto da Robert Day e sceneggiato da Clair Huffaker.

### Ciclo di Cthulhu
Leiber ha ambientato un racconto nell'universo narrativo del Ciclo di Cthulhu creato da H.P. Lovecraft.
- "Il terrore degli abissi" ("The Terror from the Depths"), nell'antologia The Disciples of Cthulhu, a cura di Edward P. Berglund, DAW Collectors 213, DAW Books, 1976. Trad. vari ne La Maschera di Cthulhu, a cura di Gianni Pilo, I Miti di Cthulhu 17, Fanucci Editore, 1987.

### Romanzi auto-conclusivi

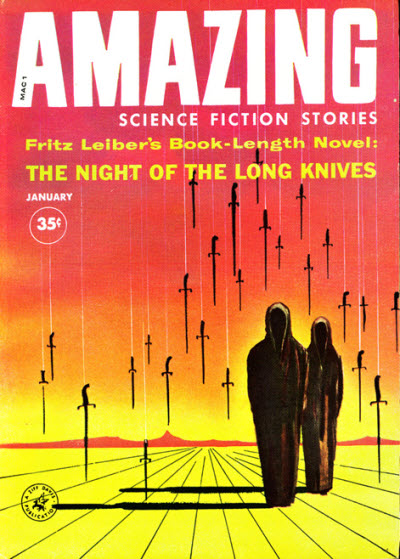
Il romanzo breve di Leiber La notte dei lunghi coltelli (The Night of the Long Knives) fu la storia di copertina del numero di gennaio 1960 della rivista Amazing Science Fiction Stories.

Sono elencati sia i romanzi veri e propri (novel) sia i romanzi brevi (novella).
- L'esperimento di Daniel Kesserich (The Dealings of Daniel Kesserich), composto nel 1936 ma prima edizione in OmniOnline. febbraio 1996; prima edizione in volume Tor Books, 1997. Trad. Piergiorgio Nicolazzini, Cosmo. Collana di Fantascienza 289, Editrice Nord, 1998.
- Ombre del male (Conjure Wife), Unknown Worlds aprile 1943; prima edizione in volume nel tomo triplo Witches Three, Tawyne Publishers, 1952. Trad Paulette Peroni, Arcano 8, Editrice Nord, 1972.
- L'alba delle tenebre (Gather, Darkness!), serializzato in tre puntate su Astounding Science Fiction maggio, giugno e luglio 1943; prima edizione in volume Pellegrini & Cudahy, 1950. 
  - trad. Ugo Malaguti, Galassia 59, Casa Editrice La Tribuna, novembre 1965.
  - trad. di Elisabetta Moreolo Svaluto, Urania Collezione n.271, Milano, Mondadori, ISBN 977-17-216-4236-7.
- I tre tempi del destino (Destiny Times Three), serializzato in due puntate su Astounding Science Fiction, marzo e aprile 1945; prima edizione in volume nel tomo quintuplo Five Science Fiction Novels, a cura di Martin H. Greenberg, Gnome Press, 1952. Trad. Luigi Dancelli, Galassia 65, Casa Editrice La Tribuna, maggio 1966.
- Let Freedom Ring, Amazing Stories aprile 1950; prima edizione in volume con il titolo di The Wolf Pack nella raccolta The Night of the Wolf, Ballantine Books, 1966.
- Siamo tutti soli (You're All Alone), Fantastic Adventures luglio 1950; prima edizione in volume nella raccolta Siamo tutti soli (You're All Alone), Ace Books, 1972, trad. Laura Brighenti in Fantapocket 28, Milano, Longanesi & C., 1978. Revisionato ed aumentato in Scacco al tempo (The Sinful Ones), edito per la prima volta in una redazione alterata nel volume doppio The Sinful Ones / Bulls, Blood and Passion, Universal Publishers and Distributors, 1953; prima riedizione conforme al testo originale di Leiber per Pocket Books, 1980; trad. Giampaolo Cossato e Sandro Sandrelli, Urania 1015, Arnoldo Mondadori Editore, 2 Febbraio 1986.
- Il verde millennio (The Green Millennium), Abelard Press, 1953. Trad. Graziano Ricci, I Romanzi del Cosmo 149, Ponzoni Editore, giugno 1964.
- La notte dei lunghi coltelli (The Night of the Long Knives), Amazing Science Fiction Stories, gennaio 1960; prima edizione in volume con il titolo di The Wolf Pair nella raccolta The Night of the Wolf, Ballantine Books, 1966. Trad. Stefano Carducci in [Alieni nella notte], Nova SF* a. V (XXIII) n. 17 (59), Perseo Libri, settembre 1989.
- Le argentee teste d'uovo (The Silver Eggheads), Ballantine Books, 1962. Trad. Roberta Rambelli, Science Fiction Book Club serie I n. 4, Casa Editrice La Tribuna, 1964.
- Novilunio (The Wanderer), Ballantine Books, 1964. Trad. Ugo Malaguti, Slan. Il Meglio della Fantascienza 14, Libra Editrice, 1972.
- Circumluna chiama Texas (A Specter is Haunting Texas), serializzato in tre puntate su Galaxy Magazine luglio, agosto e settembre 1968; prima edizione in volume Walker & Co., 1969. Trad. Paulette Peroni, Cosmo. Collana di Fantascienza 26, Editrice Nord, 1973.
- La nave delle ombre (Ship of Shadows), The Magazine of Fantasy & Science Fiction, luglio 1969. Trad. Ugo Malaguti in [La nave delle ombre], Nova SF* a. VI n. 19, Libra Editrice, aprile 1972.
- La cosa marrone chiaro (The Pale Brown Thing), serializzato in due puntate su The Magazine of Fantasy & Science Fiction, gennaio e febbraio 1977; nella raccolta La cosa marrone chiaro e altre storie dell'orrore, traduzione e curatela di Federico Cenci, Biblioteca 1, Cliquot, 2017. Rivisto ed aumentato in: Nostra signora delle tenebre (Our Lady of Darkness), Berkley/Putnam, 1977; trad. Roberta Rambelli, Fantacollana 33, Editrice Nord, 1980.
- Fantasie paurose (Horrible Imaginings), nell'antologia Death, a cura di Stuart David Schiff, Playboy Paperbacks, 1982. Nella raccolta La cosa marrone chiaro e altre storie dell'orrore, traduzione e curatela di Federico Cenci, Biblioteca 1, Cliquot, 2017.

### Racconti autoconclusivi
Data la vastità del corpus, l'elenco è scandito per decenni.

#### Anni 1930
I seguenti racconti giovanili sono apparsi per la prima volta fra ottobre 1934 e aprile 1935 sul periodico The Churchman e sono stati sistematizzati da Leiber nella raccolta personale In the Beginning, Cheap Street, 1983.
- Riches and Power, The Churchman 1 dicembre 1934.
- Adventures of a Balloon, 1935.
- After the Darkness, 1935.
- Children of Jerusalem, 1935.
- Further Adventures of a Balloon, 1935.

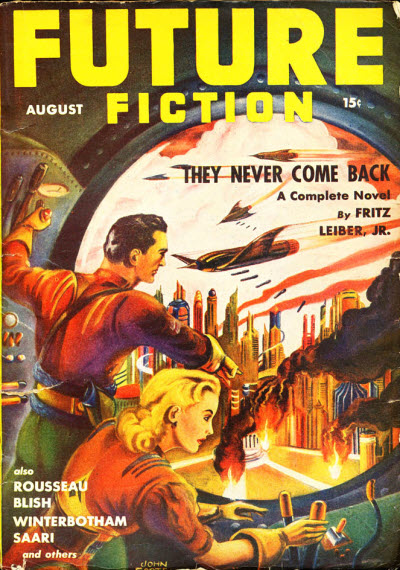
Il racconto di Leiber "They Never Come Back" fu la storia di copertina del numero di agosto 1941 della rivista Future Fiction.

- The Road to Jordan, 1935.

#### Anni 1940
- La pistola automatica (The Automatic Pistol), Weird Tales maggio 1940. In Neri araldi della notte, Science Fiction Book Club 55, Casa Editrice La Tribuna, 1979.
- They Never Come Back, Future Fiction agosto 1941.
- Fantasma di fumo (Smoke Ghost), Unknown Worlds ottobre 1941. In Neri araldi della notte, Science Fiction Book Club 55, Casa Editrice La Tribuna, 1979.
- Il potere dei fantocci (Power of the Puppets), Thrilling Mystery gennaio 1942. In Occhi d'ombra, a cura di Giuseppe Lippi, Collana Omnibus, Arnoldo Mondadori Editore, 1991.
- L'assassino fantasma (The Phantom Slayer), Weird Tales gennaio 1942; reintitolato L'eredità (The Inheritance) nella raccolta Tales From Nights Black Agents, Ballantine Books, 1961. In Neri araldi della notte, Science Fiction Book Club 55, Casa Editrice La Tribuna, 1979.
- La collina e il buco (The Hill and the Hole), Unknown Worlds agosto 1942. In Neri araldi della notte, Science Fiction Book Club 55, Casa Editrice La Tribuna, 1979.
- La villa del ragno (Spider Mansion), Weird Tales settembre 1942. In La cosa marrone chiaro e altre storie dell'orrore, a cura di Federico Cenci, Biblioteca 1, Cliquot, 2017.
- Il cane (The Hound), Weird Tales novembre 1942. In Neri araldi della notte, Science Fiction Book Club 55, Casa Editrice La Tribuna, 1979.
- The Mutant's Brother, Astounding Science-Fiction agosto 1943.
- To Make a Roman Holiday, Esquire ottobre 1943.
- Taboo, Astounding Science Fiction febbraio 1944.
- Sanità (Sanity), Astounding Science Fiction aprile 1944; reintitolato Crazy Wolf nella raccolta The Night of the Wolf, Ballantine Books, 1966. Ne Il meglio di Fritz Leiber, SF. Il Meglio della Fantascienza 1, SIAD Edizioni, 1979.
- Thought, Astounding Science Fiction luglio 1944.
- Ervool, The Acolyte autunno 1944.
- Business of Killing, Astounding Science Fiction settembre 1944.
- Ricercato... un nemico (Wanted - An Enemy), Astounding Science Fiction febbraio 1945. Ne Il meglio di Fritz Leiber, SF. Il Meglio della Fantascienza 1, SIAD Edizioni, 1979.
- I sogni di Albert Moreland (The Dreams of Albert Moreland), The Acolyte primavera 1945. In Horror I, Sugar, 1965.
- Il signor Bauer e gli atomi (Mr. Bauer and the Atoms), Weird Tales gennaio 1946. In La cosa marrone chiaro e altre storie dell'orrore, a cura di Federico Cenci, Biblioteca 1, Cliquot, 2017.
- Alice e l'allergia (Alice and the Allergy), Weird Tales settembre 1946. In Cronache dallo spazio. Il meglio di Fritz Leiber, Fantascienza 6, Sperling & Kupfer, 1991.
- Diario nella neve (The Diary in the Snow), nella raccolta Night's Black Agents, Arkham House, 1947. Ne Il 2° libro dell'orrore, a cura di Francesco Franconeri, Collana Omnibus, Arnoldo Mondadori Editore, 1978.
- La piramide immortale (The Man Who Never Grew Young), nella raccolta Night's Black Agents, Arkham House, 1947. In [Le rive dell'infinito], Nova SF* a. II n. 7, Libra Editrice, 1968.
- La ragazza dagli occhi famelici (The Girl with the Hungry Eyes), nell'antologia The Girl with the Hungry Eyes, and Other Stories, Avon Publishing Co., 1949. In Creature del male, Collana Oscar Horror 5, Arnoldo Mondadori Editore, 1989.
- Nella radiografia (In the X-Ray), Weird Tales luglio 1949. In Horror. 24 storie di incubi e paure, a cura di Francesco Franconeri, Collana Omnibus, Arnoldo Mondadori Editore, 1977.

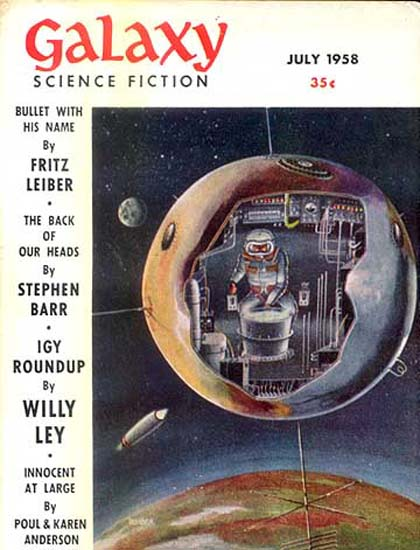
Il racconto di Leiber "La pallottola col suo nome" ("Bullet With His Name") apparve sul numero di maggio 1957 della rivista Galaxy.

#### Anni 1950
- The Black Ewe, Startling Stories maggio 1950.
- Martians, Keep Out!, Future combined with Science Fiction Stories luglio-agosto 1950.
- Il leone e l'agnello (The Lion and the Lamb), Astounding Science Fiction settembre 1950. In Spazio, tempo e altri misteri Oscar Fantascienza 93, Arnoldo Mondadori Editore, 1987.
- La nave salpa a mezzanotte (The Ship Sails at Midnight), Fantastic Adventures settembre 1950. In [Terra, acqua, fuoco, aria] Nova SF* a. II n. 6, Libra Editrice, 1968.
- Quando il futuro è preistoria (Later Than You Think), Galaxy Science Fiction ottobre 1950. In Visto - Rivista di attualità a. II n. 3, 1953.
- La foresta incantata (The Enchanted Forest), Astounding Science Fiction ottobre 1950. In [La danzatrice di Ganimede] Nova SF* a. IX n. 33, Libra Editrice, 1975.
- Le maschere (Coming Attraction), Galaxy Science Fiction novembre 1950. In Urania 4, Arnoldo Mondadori Editore, 1953.
- Il morto (The Dead Man), Weird Tales novembre 1950. Ne I rivali di Frankenstein (The Rivals of Frankenstein, Corgi Books, 1977), a cura di Michel Parry, I Libri della Paura 11, SIAD Edizioni, 1979.
- Qualcuno urlo: strega! (Cry Witch!), 10 Story Fantasy primavera 1951. In La cosa marrone chiaro e altre storie dell'orrore, a cura di Federico Cenci, Biblioteca 1, Cliquot, 2017.
- Nice Girl with Five Husbands, Galaxy Science Fiction aprile 1951.
- Il mondo di domani (Appointment in Tomorrow), Galaxy Science Fiction luglio 1951; rintitolato Povero superuomo (Poor Superman) nell'antologia Tomorrow, the Stars, a cura di Robert A. Heinlein, Doubleday, 1952. In Urania 14, Arnoldo Mondadori Editore, 1953.
- Un secchio d'aria (A Pail of Air), Galaxy Science Fiction dicembre 1951. In Urania 14, Arnoldo Mondadori Editore, 1953.
- Quando gli ultimi dei muoiono (When the Last Gods Die), The Magazine of Fantasy & Science Fiction dicembre 1951. In [Primo contatto] Nova SF* a. IX n. 30, Libra Editrice, 1975.
- Secondo Kometevsky... (Dr. Kometevsky's Day), Galaxy Science Fiction febbraio 1952. In Bivi nel tempo, I romanzi di Urania 54, Arnoldo Mondadori Editore, 1954.

- La luna verde (The Moon Is Green), Galaxy Science Fiction aprile 1952. In Urania 5, Arnoldo Mondadori Editore, 1953.
- Le trincee di Marte (The Foxholes of Mars), Thrilling Wonder Stories giugno 1952. Ne Il meglio di Fritz Leiber, SF. Il Meglio della Fantascienza 1, SIAD Edizioni, 1979.
- La Casa del Passato (Yesterday House), Galaxy Science Fiction agosto 1952. In Urania 1, Arnoldo Mondadori Editore, 1953.
- Cerco un certo "Jeff" (I'm Looking for "Jeff"), Fantastic autunno 1952. In Tempo senza tempo, I Libri Pocket 524, Longanesi & C., 1975.
- La grande festa (The Big Holiday), The Magazine of Fantasy & Science Fiction gennaio 1953. Ne Il meglio di Fritz Leiber, SF. Il Meglio della Fantascienza 1, SIAD Edizioni, 1979.
- Piangi, terrestre amato (The Night He Cried), nell'antologia Star Science Fiction Stories 1, a cura di Frederik Pohl, Ballantine Books, 1953. In Gamma a. I vol. I n. 2, Edizioni Gamma, 1965.
- Affari: giornata fiacca (A Bad Day for Sales), Galaxy Science Fiction luglio 1953. In Galaxy a. I n. 2, Editrice Due Mondi, 1958.

- Close - Opposition, Destiny estate 1954.

- The Silence Game, The Magazine of Fantasy & Science Fiction aprile 1954.

- La sposa meccanica (The Mechanical Bride), nell'antologia miscellanea Science-Fiction Thinking Machines: Robots, Androids, Computers, a cura di Groff Conklin, Vanguard Press, 1954. In Spazio, tempo e altri misteri, Oscar Fantascienza 93, Arnoldo Mondadori Editore, 1991.
- Ultimo (Last), The Magazine of Fantasy & Science Fiction marzo 1957. In [Il pianeta degli angeli] Nova SF* a. IX n. 32, Libra Editrice, 1975.
- Segno di gratitudine (Time Fighter), Fantastic Universe marzo 1957. In appendice al romanzo Enigma 1973 (Supermind, 1963) di Laurence M. Jenifer e Randall Garrett, Urania 454, Arnoldo Mondadori Editore, 1967.
- Friends and Enemies, Infinity Science Fiction aprile 1957.
- Time in the Round, Galaxy Science Fiction maggio 1957.
- La femmequin numero 973 (Femmequin 973), Science Fiction Stories luglio 1957. In [Tutto ciò che è alieno] Nova SF* a. XVIII (XXXVI) n. 55 (97), Perseo Libri, 2002.
- Il grande esodo (The Big Trek), The Magazine of Fantasy & Science Fiction ottobre 1957. In appendice al romanzo Hedrock l'immortale (The Weapon Makers, 1946) di A. E. van Vogt, Urania 424, Arnoldo Mondadori Editore, 1966.
- Che cosa sta facendo là dentro? (What's He Doing in There?), Galaxy Science Fiction dicembre 1957. In Cronache dallo spazio. Il meglio di Fritz Leiber, Fantascienza 6, Sperling & Kupfer, 1991.
- Bread Overhead, Galaxy Science Fiction febbraio 1958.
- L'ultima lettera (The Last Letter), Galaxy Science Fiction giugno 1958. In Galaxy a. V n. 9, Casa Editrice La Tribuna, 1962.
- La pallottola col suo nome (Bullet With His Name), Galaxy Science Fiction luglio 1958. In Galaxy a. V n. 6, Casa Editrice La Tribuna, 1962.
- Piccola vecchia Miss Macbeth (Little Old Miss Macbeth), The Magazine of Fantasy & Science Fiction dicembre 1958. Ne Il meglio di Fritz Leiber, SF. Il Meglio della Fantascienza 1, SIAD Edizioni, 1979.
- MS. Found in a Maelstrom, Short Stories for Men aprile 1959.
- Psychosis from Space, Satellite Science Fiction aprile 1959.
- The House of Mrs. Delgato, Rogue maggio 1959.
- Le cattive autorità (The Improper Authorities), Fantastic Science Fiction Stories novembre 1959. Ne Il pianeta delle nove lune, Cosmo 58, Ponzoni Editore, 1960.
- The Reward, Fantastic Science Fiction Stories novembre 1959.
- Our Saucer Vacation, Fantastic Universe dicembre 1959.

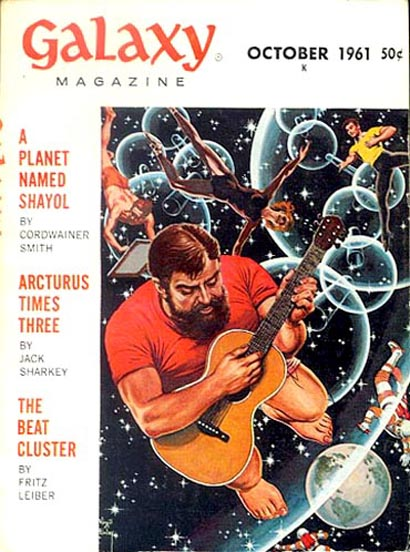
Il racconto di Leiber "Sfratto dallo spazio" ("The Beat Cluster") fu la storia di copertina del numero di ottobre 1961 della rivista Galaxy Magazine.

#### Anni 1960
- Mariana (Mariana), Fantastic Science Fiction Stories febbraio 1960. Ne Il meglio di Fritz Leiber, SF. Il Meglio della Fantascienza 1, SIAD Edizioni, 1979.
- Schizo Jimmie (Schizo Jimmie), The Saint Mystery Magazine febbraio 1960. In Occhi d'ombra, a cura di Giuseppe Lippi, Collana Omnibus, Arnoldo Mondadori Editore, 1991.
- Rats of Limbo, Fantastic Science Fiction Stories agosto 1960.
- Un'incognita (Deadly Moon), Fantastic Science Fiction Stories novembre 1960. In 3 per la vecchia luna, Urania 434, Arnoldo Mondadori Editore, 1966.
- All the Weed in the World, Playboy gennaio 1961.
- Il grido (Scream Wolf), Mike Shayne Mystery Magazine febbraio 1961. In Giallo Selezione 84, Editoriale SAT, 1964.
- While Set Fled, Amra maggio 1961.
- Sfratto dallo spazio (The Beat Cluster), Galaxy Magazine ottobre 1961. In Galaxy 59 Anno VI-N. 4, Casa Editrice La Tribuna, 1963.
- Hatchery of Dreams, Fantastic Stories novembre 1961.
- A Visitor from Back East, Mike Shayne Mystery Magazine dicembre 1961.
- The Thirteenth Step, nell'antologia The Fiend in You, a cura di Charles Beaumont, Ballantine Books, 1962.
- Un frammento del mondo delle tenebre (A Bit of the Dark World), Fantastic Stories of Imagination febbraio 1962. In Racconti fantastici del '900. Volume secondo, a cura di Giuseppe Lippi, Oscar 1985, Arnoldo Mondadori Editore, 1987.
- Il grande motore (The Big Engine), Galaxy Magazine febbraio 1962. In Galaxy 58 Anno VI-N. 3, Casa Editrice La Tribuna, 1963.
- L'uomo che divenne amico con l'elettricità (The Man Who Made Friends with Electricity), The Magazine of Fantasy & Science Fiction marzo 1962. Ne Il meglio di Fritz Leiber, SF. Il Meglio della Fantascienza 1, SIAD Edizioni, 1979.
- Incubo a 64 caselle (The 64-Square Madhouse), If marzo 1962. In Robot 1, Armenia Editore, 1976.

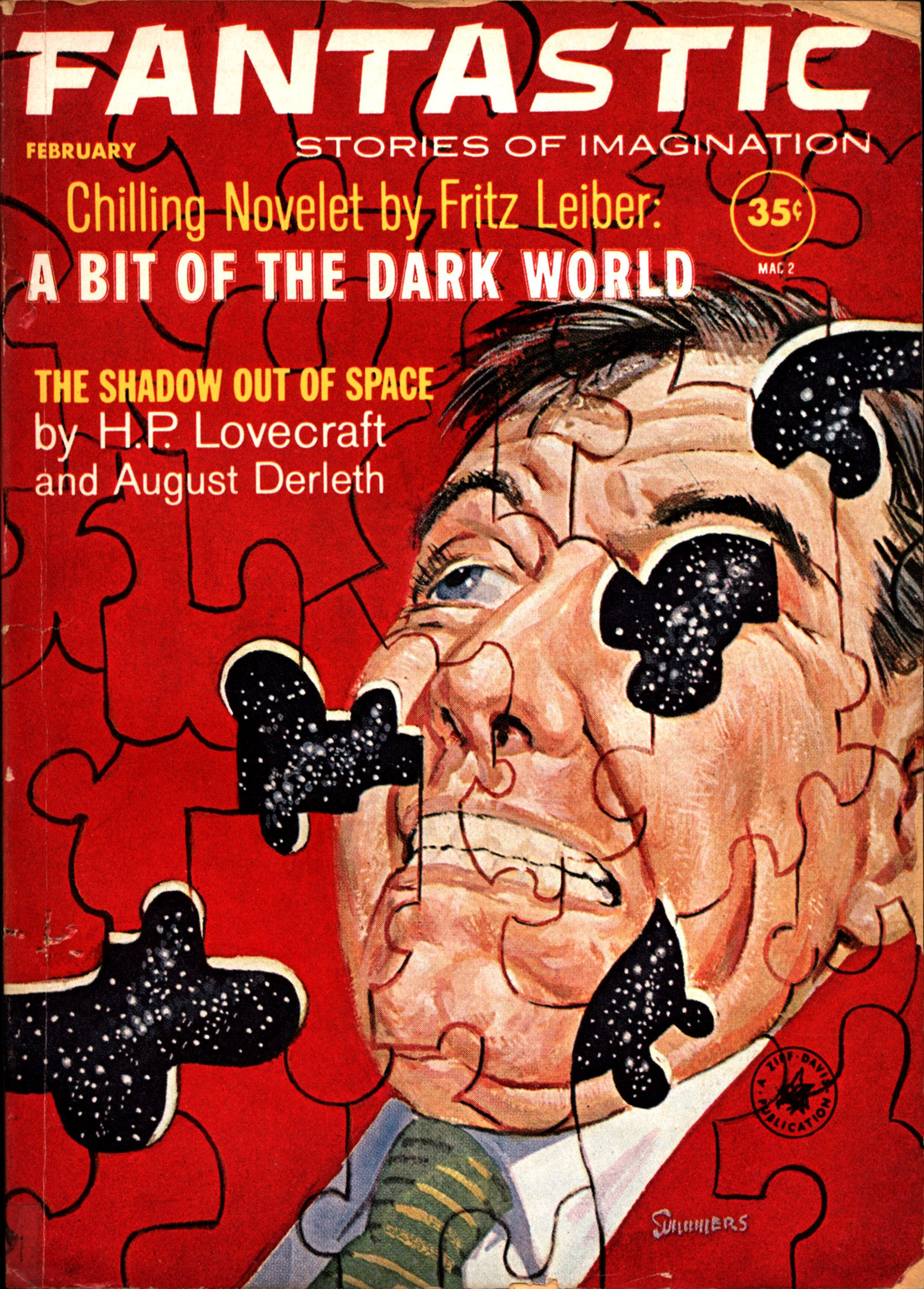
Il racconto di Leiber "Un frammento del mondo delle tenebre" ("A Bit of the Dark World") fu la storia di copertina del numero di febbraio 1962 della rivista Fantastic.

- Il racconto di Leiber "Un frammento del mondo delle tenebre" ("A Bit of the Dark World") fu la storia di copertina del numero di febbraio 1962 della rivista Fantastic.Mirror, Scientific American aprile 1962.
- The Secret Songs, The Magazine of Fantasy & Science Fiction agosto 1962.
- Orbita frenante (The Snowbank Orbit), If settembre 1962. In La guerra e i labirinti, Science Fiction Book Club 47, Casa Editrice La Tribuna, 1976.

- Il mostro di Cleveland (The Creature from Cleveland Depths), Galaxy Magazine dicembre 1962; reintitolato The Lone Wolf nella raccolta The Night of the Wolf, Ballantine Books, 1966. In Galaxy 69 Anno VII-N. 2, Casa Editrice La Tribuna, 1964.

- Myths My Great-Granddaughter Taught Me, The Magazine of Fantasy & Science Fiction gennaio 1963.

- Il ragno (The Spider), Rogue gennaio 1963. In Spazio, tempo e mistero, Oscar Mondadori 1939, Arnoldo Mondadori Editore, 1987.

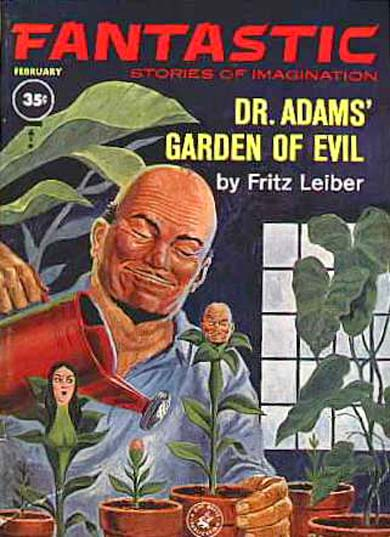
Il racconto di Leiber "Il giardino del male del dottor Adams" ("Dr. Adams' Garden of Evil") fu la storia di copertina del numero di febbraio 1963 della rivista Fantastic.

- Il giardino del male del dottor Adams (Dr. Adams' Garden of Evil), Fantastic Stories of Imagination febbraio 1963. In Le radici del male. 11 racconti, Robot 36, Armenia Editore, 1979.
- Game for Motel Room, The Magazine of Fantasy & Science Fiction marzo 1963.
- Kindergarten (Kindergarten), The Magazine of Fantasy & Science Fiction aprile 1963. In 44 microstorie di fantascienza, Urania 815, Arnoldo Mondadori Editore, 1979.
- Il demone del cofanetto (The Casket-Demon), Fantastic Stories of Imagination aprile 1963. In La cosa marrone chiaro e altre storie dell'orrore, a cura di Federico Cenci, Biblioteca 1, Cliquot, 2017.
- Travolgeteli vivi (X Marks the Pedwalk), Worlds of Tomorrow aprile 1963. Ne I traditori e altri racconti, Urania 336, Arnoldo Mondadori Editore, 1964.
- Crimes Against Passion, Gamma luglio 1963.
- Success, The Magazine of Fantasy & Science Fiction luglio 1963.
- Una corsa nello spazio (A Hitch in Space), Worlds of Tomorrow agosto 1963. In Spazio, tempo e mistero, Oscar Mondadori 1939, Arnoldo Mondadori Editore, 1987.
- 237 statue parlanti eccetera (237 Talking Statues, Etc.), The Magazine of Fantasy & Science Fiction settembre 1963. In Cronache dallo spazio. Il meglio di Fritz Leiber, Fantascienza 6, Sperling & Kupfer, 1991.
- Six Scenes in Search of an Illustration, Amra novembre 1963. Collaborazione con L. Sprague de Camp, Dick Eney, Katherine MacLean, Michael Moorcock e John Pocsik.
- Dormi ancora, Biancaneve (Lie Still, Snow White), nell'antologia Taboo, New Classics House, 1964. In Hypnos. Rivista di letteratura weird e fantastica, Vol. 3, primavera 2014.

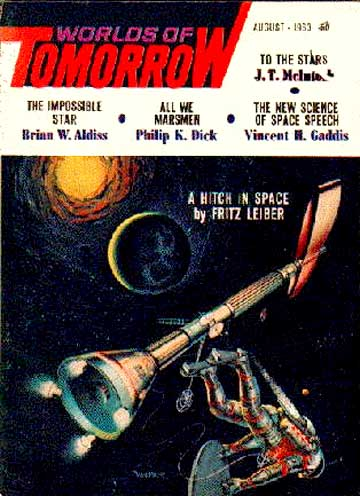
Il racconto di Leiber "Una corsa nello spazio" ("A Hitch in Space") fu la storia di copertina del numero di agosto 1963 della rivista Worlds of Tomorrow.

- Il racconto di Leiber "Una corsa nello spazio" ("A Hitch in Space") fu la storia di copertina del numero di agosto 1963 della rivista Worlds of Tomorrow.Il gondoliere nero (The Black Gondolier), nell'antologia Over the Edge, a cura di August Derleth, Arkham House, 1964. In Creature del male, Collana Oscar Horror 5, Arnoldo Mondadori Editore, 1989.
- Be of Good Cheer, Galaxy Magazine ottobre 1964.
- Mezzanotte nel mondo degli specchi (Midnight in the Mirror World), Fantastic Stories of Imagination ottobre 1964. In Creature del male, Collana Oscar Horror 5, Arnoldo Mondadori Editore, 1989.
- Quattro spettri in Amleto (Four Ghosts in Hamlet), The Magazine of Fantasy & Science Fiction gennaio 1965. In [Quattro spettri in Amleto] Nova SF* a. V n. 13, Libra Editrice, 1971.
- Ciclopi (Cyclops), Worlds of Tomorrow settembre 1965. In Millemondinverno 1987: 3 Romanzi brevi e 13 Racconti, Urania Millemondi 32, Arnoldo Mondadori Editore, 1987.
- Duello lunare (Moon Duel), If settembre 1965. Nell'antologia I dannati di Gree e altri racconti, Urania 412, Arnoldo Mondadori Editore, 1965
- I nuovi tempi felici (The Good New Days), Galaxy Magazine ottobre 1965. Nell'antologia Il vento del sole, Science Fiction Book Club 7 III serie (36), Casa Editrice La Tribuna, 1966.
- Da Arkham ad Astra (To Arkham and the Stars), nell'antologia The Dark Brotherhood and Other Pieces, a cura di August Derleth, Arkham House, 1966. In Aliens. Rivista di Fantascienza 3, Armenia Editore, 1980.
- Sunk Without Trace, Worlds of Tomorrow gennaio 1966.
- La prigione di cristallo (The Crystal Prison), Galaxy Magazine aprile 1966. Nell'antologia Sette chiavi per l'ignoto, Urania 466, Arnoldo Mondadori Editore, 1967.
- Per muovere le ossa (Gonna Roll The Bones), nell'antologia Dangerous Visions, a cura di Harlan Ellison, Doubleday, 1967. Ne I Premi Hugo 1955-1975, Grandi Opere Nord 4, Editrice Nord, 1978.
- Le cerchie ristrette (The Inner Circles), The Magazine of Fantasy & Science Fiction ottobre 1967; reintitolato The Winter Flies nella raccolta The Secret Songs, Hart-Davis, 1968. In Cronache dallo spazio. Il meglio di Fritz Leiber, Fantascienza 6, Sperling & Kupfer, 1991.
- Segreteria telefonica (Answering Service), If dicembre 1967. In appendice al romanzo L'ospite del senatore Horton (The Werewolf Principle, 1967) di Clifford D. Simak, Urania 495, Arnoldo Mondadori Editore, 1968.
- The Turned-off Heads, The Magazine of Fantasy & Science Fiction gennaio 1968.
- When Brahma Wakes, Fantastic gennaio 1968.
- Annaoj la Pazza (Crazy Annaoj), Galaxy Magazine febbraio 1968. In Spazio, tempo e mistero, Oscar Mondadori 1939, Arnoldo Mondadori Editore, 1987.
- La radice quadrata del cervello (The Square Root of Brain), New Worlds febbraio 1968. In Metamorfosi 1970, Science Fiction Book Club 38, Casa Editrice La Tribuna, 1970.
- Storia del capitano e del compagno (One Station of the Way), Galaxy Magazine dicembre 1968. In Un passo avanti e due indietro, Urania 532, Arnoldo Mondadori Editore, 1970.
- Richmond, fine settembre, 1949 (Richmond, Late September, 1849), Fantastic febbraio 1969. In La cosa marrone chiaro e altre storie dell'orrore, a cura di Federico Cenci, Biblioteca 1, Cliquot, 2017.
- Il koami dell'uomo bianco (Endfray of the Ofay), If marzo 1969. In Millemondiestate 1986: 3 Romanzi brevi e 15 Racconti, Urania Millemondi 29, Arnoldo Mondadori Editore, 1986.
- When They Openly Walk, Galaxy Magazine agosto 1969.

#### Anni 1970
- America la bella (America the Beautiful), nell'antologia The Year 2000, a cura di Harry Harrison, Doubleday, 1970. Ne Il meglio di Fritz Leiber, SF. Il Meglio della Fantascienza 1, SIAD Edizioni, 1979.
- Gold, Black, and Silver, nell'antologia Quark/2, a cura di Samuel R. Delany e Marilyn Hacker, Paperback Library, 1971.
- When Set Fled, nell'antologia The Conan Grimoire, a cura di L. Sprague de Camp e George H. Scithers, Mirage Press, 1972.
- The Lotus Eaters, The Magazine of Fantasy and Science Fiction ottobre 1972.
- Another Cask of Wine, nell'antologia Infinity Four, a cura di Robert Hoskins, Lancer Books, 1972.
- Day Dark, Night Bright, nell'antologia Infinity Four, a cura di Robert Hoskins, Lancer Books, 1972.
- The Bump, nell'antologia Infinity Four, a cura di Robert Hoskins, Lancer Books, 1972.
- Cat Three,The Magazine of Fantasy and Science Fiction ottobre 1973.
- Conosci Dave Wenzel? (Do You Know Dave Wenzel?), nell'antologia Fellowship of the Stars, a cura di Terry Carr, Simon & Schuster, 1973. In Avventure nell'occulto, a cura di Isaac Asimov, Martin H. Greenberg e Charles G. Waugh, Oscar Narrativa 1307, Arnoldo Mondadori Editore, 1993.
- Waif, nell'antologia The Far Side of Time: Thirteen Original Stories, a cura di Roger Elwood, Dodd, Mead & Co., 1974.
- Gatti (Cat's Cradle), nella raccolta The Book of Fritz Leiber, DAW Books, DAW Collectors 87, 1974. In Spazio, tempo e mistero, Oscar Mondadori 1939, Arnoldo Mondadori Editore, 1987.
- Mezzanotte sull'orologio di Morphy (Midnight by the Morphy Watch), in Worlds of If luglio-agosto 1974. Ne Il meglio di If 3, Tascabili Mursia 38, Mursia, 1980.
- Mysterious Doings in the Metropolitan Museum, nell'antologia Universe 5, a cura di Terry Carr, Random House, 1974.
- L'ingegner Dolf (Catch That Zeppelin!),The Magazine of Fantasy and Science Fiction marzo 1975. Nell'antologia Pistolero fuori tempo, Urania 676, Arnoldo Mondadori Editore, 1975.
- The Glove, Whispers giugno 1975.
- Night Passage, Gnostica luglio 1975.
- Belsen Express (Belsen Express), nella raccolta The Second Book of Fritz Leiber, DAW Books, DAW Collectors 164, 1975. In La stirpe della tomba (The Year's Best Horror Stories-Series V, DAW Books, 1977), a cura di Gerald W. Page, I Libri della Paura 2, SIAD Edizioni, 1978.
- Ali nere (Dark Wings), nell'antologia Superhorror, a cura di Ramsey Campbell, W. H. Allen, 1976. In Creature del Male, Oscar Horror 5, Arnoldo Mondadori Editore, 1989.
- La morte dei principi (The Death of Princes), Amazing Science Fiction giugno 1976. Ne Il meglio di "Amazing Stories", a cura di Giuseppe Lippi, Oscar Fantascienza 80, Arnoldo Mondadori Editore, 1989.
- The Eeriest Ruined Dawn World, nell'antologia The Ides of Tomorrow: Original Science Fiction Tales of Horror, a cura di Terry Carr, Little, Brown and Company, 1976.
- The Princess in the Tower 250,000 Miles High, nell'antologia New Dimensions Science Fiction 7, a cura di Robert Silverberg, Harper & Row, 1977.
- Il gioco del sette (A Rite of Spring), nell'antologia Universe 7, a cura di Terry Carr, Doubleday, 1977. In Cronache dallo spazio. Il meglio di Fritz Leiber, Fantascienza 6, Sperling & Kupfer, 1991.
- Vetro nero (Black Glass), nell'antologia Andromeda 3, a cura di Peter Weston, Orbit / Futura, 1978. In Luce fantasma, Visual Publications 6, Interno Giallo, 1991.
- The Man Who Was Married to Space and Time, nell'antologia Seacon '79 Programme Book, a cura di Graham Charnock, volume commemorativo della World Science Fiction Convention 1979.
- Il fonditore di bottoni (The Button Molder), Whispers ottobre 1979. In Hypnos. Rivista di letteratura weird e fantastica Vol. 3, primavera 2014.

#### Anni 1980 e 1990
- The Repair People, Transmission estate 1980.
- The Great San Francisco Glacier, nell'antologia A Fantasy Reader: The Seventh World Fantasy Convention Book, a cura di Jeff Frane e Jack Rems, volume commemorativo della World Fantasy Convention 1981.
- The Moon Porthole, nell'antologia Elsewhere Vol. II, a cura di Mark Alan Arnold e Terri Windling, Ace Books, 1982.
- Il nero ha il suo fascino (Black Has Its Charms), Whispers dicembre 1984. In La cosa marrone chiaro e altre storie dell'orrore, a cura di Federico Cenci, Biblioteca 1, Cliquot, 2017.
- La luce fantasma (The Ghost Light), nella raccolta The Ghost Light, Berkley Books, 1984. In Creature del male, Oscar Horror 5, Arnoldo Mondadori Editore, 1989.
- Replacement for Wilmer: A Ghost Story, nell'antologia Philcon 1990 Program Book, a cura della Philadelphia Science Fiction Society, volume commemorativo della Philcon 1990.
- Thrice the Brinded Cat, nell'antologia Gummitch and Friends, Donald M. Grant, 1992.

#### Pubblicazioni postume
- The Communicants, The New York Review of Science Fiction novembre 1997.

### Saggistica
- The Mystery of the Japanese Clock, Montgolfier Press, 1982. Un saggio di orologeria con introduzione del figlio di Fritz, Justin Leiber.
- Fafhrd & Me, Wildside Press, 1990. Raccoglie dodici saggi di critica letteraria e un'autobiografia, con introduzione di Darrell Schweitzer.

### Poesia lirica
- The Demons of the Upper Air, Roy A. Squires, 1969. Raccolta di otto poesie.
- Sonnets to Jonquil and All, Roy A. Squires, 1978. Raccoglie quattro poesie di Jonquil Stephens, un saggio critico di Leiber e dieci poesie di Leiber, di cui due legate al ciclo di Fafhrd e il Gray Mouser.

### Drammaturgie
- Quicks Around the Zodiac: A Farce, pubblicato da Cheap Street, 1983.

### Raccolte curate da Leiber
- Neri araldi della notte (Night's Black Agents), Arkham House, 1947. Trad. Guido Zurlino e Wanda Ballin, Science Fiction Book Club 55, Casa Editrice La Tribuna, 1979.[14] Comprende otto racconti dell'orrore autoconclusivi (di cui due inediti) e due avventure di Fafhrd e il Gray Mouser (la seconda è il romanzo breve inedito Il gambetto dell'adepto); la ristampa Berkley Books, 1978 aggiunge due ulteriori racconti estrapolati da Creature del male (Night Monsters, Gollancz, 1974).
- Tales from Night's Black Agents, Ballantine Books, 1961. Riedizione ridotta di Neri araldi della notte (Night's Black Agents) priva del romanzo breve Il gambetto dell'adepto.
- Shadows with Eyes, Ballantine Books, 1962; confluita integralmente nella raccolta per il mercato italiano Occhi d'ombra, a cura di Giuseppe Lippi, Omnibus, Arnoldo Mondadori Editore, 1991. Comprende un episodio della Guerra del Cambio e cinque racconti autoconclusivi.
- Ships to the Stars, prima edizione nel volume doppio Ships to the Stars / The Million Year Hunt, Ace Double F-285, Ace Books, 1964; ripubblicata come volume autonomo per Ace Books, 1976; confluita parzialmente nella raccolta per il mercato italiano La guerra e i labirinti, a cura di Gianni Montanari, Science Fiction Book Club 47, Casa Editrice La Tribuna, 1976. Comprende sei racconti autoconclusivi.
- A Pail of Air, Ballantine Books, 1964. Comprende il dittico di Simon Grue e nove racconti autoconclusivi.
- The Secret Songs, Hart-Davis, 1968. Comprende un racconto di Simon Grue, uno della Guerra del Cambio e nove testi autoconclusivi, con introduzione di Judith Merril.
- The Night of the Wolf, Ballantine Books, 1966. Omnibus comprendente i due romanzi brevi Let Freedom Ring e La notte dei lunghi coltelli e due racconti autoconclusivi, tutti rintitolati appositamente.
- The Green Millennium / Night Monsters, Ace Double 30300, Ace Books, 1969. Volume doppio contenente il romanzo Il verde millennio e la raccolta Night Monsters, che riunisce quattro racconti dell'orrore autoconclusivi.
- Siamo tutti soli (You're All Alone), Ace Books, 1972. Trad. Laura Brighenti, Fantapocket 28, Longanesi & C., 1978. Omnibus comprendente il romanzo breve Siamo tutti soli e due racconti.
- Spazio, tempo e mistero (The Book of Fritz Leiber), DAW Collectors 87, DAW Books, 1974. Trad. Giuseppe Lippi, Oscar Fantascienza 59/F3 [1939], Arnoldo Mondadori Editore, 1987. Comprende un'avventura inedita di Fafhrd e il Gray Mouser, un episodio della Guerra del Cambio, otto racconti autoconclusivi e nove saggi, con prefazione di Leiber.
- Creature del male (Night Monsters), Gollancz, 1974. Trad. Giuseppe Lippi, Oscar Horror 5, Arnoldo Mondadori Editore, 1989. Riedizione espansa di Night Monsters (Ace Books, 1969), ripropone tre racconti della precedente edizione e quattro testi aggiuntivi.[15]
- Il meglio di Fritz Leiber (The Best of Fritz Leiber), Sphere Books e Doubleday, 1974. Trad. Giancarlo Tarozzi, SF. Il Meglio della Fantascienza 1, SIAD Edizioni, 1979. Comprende ventidue racconti, di cui due della Guerra del Cambio, uno di Simon Grue e uno di Gummitch; la versione Sphere Books include anche una prefazione di Leiber, quella Doubleday (utilizzata per la traduzione italiana) una prefazione di Poul Anderson e una postfazione di Leiber.
- Spazio, tempo e altri misteri (The Second Book of Fritz Leiber), DAW Collectors 164, DAW Books, 1975. Trad. Fabio Giuseppe Malgaretti, Oscar Fantascienza 93/F28, Arnoldo Mondadori Editore, 1991. Comprende un'avventura inedita di Fafhrd e il Gray Mouser, quattro racconti autoconclusivi e sei saggi, con prefazione di Leiber.
- The Worlds of Fritz Leiber, Ace Books, 1976. Comprende un'avventura di Fafhrd e il Gray Mouser, un episodio della Guerra del Cambio, un racconto di Simon Grue, il dittico del Dottor Dragonet e diciassette testi autoconclusivi.
- Heroes and Horrors, Whispers Press, 1978. Comprende due avventure di Fafhrd e il Gray Mouser (di cui una inedita), il racconto del Ciclo di Cthulhu "Il terrore degli abissi" ("The Terror from the Depths") e sei racconti autoconclusivi, con due saggi introduttivi di Stuart David Schiff e John Jakes.
- Ship of Shadows, Gollancz, 1979. Omnibus comprendente cinque testi vincitori di premi letterari: il romanzo Il grande tempo, i romanzi brevi La nave delle ombre e Brutto incontro a Lankhmar (parte della saga di Fafhrd e il Gray Mouser) e i racconti "Per muovere le ossa" e "Belsen Express".
- Pail of Air and Other Stories, Amereon House, 1979. Riedizione ridotta de Il meglio di Fritz Leiber (The Best of Fritz Leiber), comprende i primi nove racconti della versione completa.
- The Book of Fritz Leiber, Volume I & II, Gregg Press, 1980. Ristampa in volume unico delle raccolte Spazio, tempo e mistero (The Book of Fritz Leiber) e Spazio, tempo e altri misteri (The Second Book of Fritz Leiber),.
- In the Beginning, Cheap Street, 1983. Comprende sei racconti giovanili mai ristampati in precedenza.
- Luce fantasma (The Ghost Light), Berkley Books, 1984. Trad. Betti Filippini e Stefano Galli, Visual Publications 6, Interno Giallo, 1991. Comprende un racconto di Fafhrd e il Gray Mouser, uno della Guerra del Cambio, sette testi autoconclusivi e l'autobiografia Poco disordine, e poco sesso precoce: un saggio autobiografico.
- Cronache dallo spazio. Il meglio di Fritz Leiber (The Leiber Chronicles: Fifty Years of Fritz Leiber), Dark Harvest, 1990. Trad. Vittorio Curtoni, Fantascienza 6, Sperling & Kupfer, 1991. Comprende quarantaquattro testi tra racconti e romanzi brevi, fra cui cinque avventure di Fafhrd e il Gray Mouser, tre episodi della Guerra del Cambio e un racconto di Simon Grue.[16]
- Gummitch and Friends, Donald M. Grant, 1992. Miscellanea comprendente il trittico di Gummitch e sei racconti autoconclusivi (di cui uno inedito), quattro poesie e una postfazione di Margo Skinner, e una poesia cadauno di Poul Anderson e Karen Anderson.
- Kreativity for Kats and Other Feline Fantasies, Wildside Press, Wildisde Minibacks 1, 1992. Comprende due racconti di Gummitch e un testo autoconclusivo già apparsi in Gummitch and Friends.

#### Raccolte per il mercato italiano
- Le donne della neve, a cura di Vittorio Curtoni e Gianni Montanari, Galassia 129, Casa Editrice La Tribuna, novembre 1970. Raccolta di tre episodi della saga di Fafhrd e il Gray Mouser.
- Il grande tempo, a cura di Riccardo Valla, Cosmo Serie Oro. Classici della Narrativa di Fantascienza 19, Editrice Nord, 1975. Omnibus dedicato alla Guerra del Cambio contenente il romanzo Il grande tempo e il racconto "Non è grande magia".
- La guerra e i labirinti, a cura di Gianni Montanari, Science Fiction Book Club 47, Casa Editrice La Tribuna, 1976. Comprende i sei racconti del ciclo della Guerra del Cambio raccolti in The Mind Spider and Other Stories (Ace Books, 1961) e quattro dei sei testi autoconclusivi provenienti da Ships to the Stars (Ace Books, 1964).
- Il verde millennio - Novilunio - I tre tempi del destino, I Massimi della Fantascienza 15, Arnoldo Mondadori Editore, 1987. Omnibus comprendente i tre romanzi Il verde millennio, Novilunio e I tre tempi del destino.
- Occhi d'ombra, a cura di Giuseppe Lippi, Omnibus, Arnoldo Mondadori Editore, 1991. Omnibus comprendente il romanzo Nostra signora delle tenebre, l'interezza della raccolta Shadows with Eyes (Ballantine Books, 1962) e una selezione di racconti dell'orrore estrapolati principalmente da Neri araldi della notte (Night's Black Agents, Arkham House, 1947), Creature del male (Night Monsters, Gollancz, 1974) e Luce fantasma (Ghost Light, Berkley Books, 1984), per un totale di ventisette testi.
- La cosa marrone chiaro e altre storie dell'orrore, a cura di Federico Cenci, Biblioteca 1, Cliquot, 2017. Comprende il romanzo in due parti La cosa marrone chiaro, il romanzo breve Fantasie paurose, sei racconti fino ad allora mai tradotti (di cui uno proveniente da Night Monsters, Ace Books, 1969) e un saggio.
- Il libro dello spazio, a cura di Giuseppe Lippi, Urania Millemondi 2ª serie n. 71, Arnoldo Mondadori Editore, primavera 2015. Contiene quindici racconti provenienti da The Leiber Chronicles: Fifty Years of Fritz Leiber (Dark Harvest, 1990) e il romanzo Il verde millennio. Tutti i racconti erano già apparsi nel volume Cronache dallo spazio. Il meglio di Fritz Leiber, Fantascienza 6, Sperling & Kupfer, 1991.
- Il libro del tempo, a cura di Giuseppe Lippi, Urania Millemondi 2ª serie n. 73, Arnoldo Mondadori Editore, autunno 2015. Contiene tredici racconti provenienti da The Leiber Chronicles: Fifty Years of Fritz Leiber (Dark Harvest, 1990) e il romanzo breve I tre tempi del destino. Tutti i racconti erano già apparsi nel volume Cronache dallo spazio. Il meglio di Fritz Leiber, Fantascienza 6, Sperling & Kupfer, 1991.

## Riconoscimenti e premi
Si elencano solo le vittorie e non anche le candidature.
- 1944 Premio Hugo per il miglior romanzo a Ombre del male (Conjure Wife). Retro Hugo assegnato nel 2019.
- 1945 Premio Hugo speciale al miglior scrittore su fanzine. Retro Hugo assegnato nel 2020.
- 1958 Premio Hugo per il miglior romanzo a Il Grande Tempo (The Big Time).
- 1962 Premio Hugo speciale per l'uso della fantascienza nella pubblicità.
- 1965 Premio Hugo per il miglior romanzo a Novilunio (The Wanderer).
- 1967 Premio Hugo per il miglior racconto a "Per muovere le ossa" ("Gonna Roll the Bones").
- 1967 Premio Nebula per il miglior racconto a "Per muovere le ossa" ("Gonna Roll the Bones").
- 1970 Premio Hugo per il miglior romanzo breve a La nave delle ombre (Ship of Shadows).
- 1971 Premio Hugo per il miglior romanzo breve a Brutto incontro a Lankhmar (Ill Met in Lankhmar).
- 1971 Premio Nebula per il miglior romanzo breve a Brutto incontro a Lankhmar (Ill Met in Lankhmar).
- 1975 Premio Gandalf alla carriera conferito dalla World Science Fiction Convention.
- 1975 Premio Locus per la miglior antologia personale a Spazio, tempo e mistero (The Book of Fritz Leiber).
- 1976 Premio Hugo per il miglior racconto breve a "L'ingegner Dolf" ("Catch that Zeppelin!").
- 1976 Premio Nebula per il miglior racconto breve a "L'ingegner Dolf" ("Catch that Zeppelin!").
- 1976 Premio British Fantasy per il miglior racconto a Spazio, tempo e altri misteri (The Second Book of Fritz Leiber)[17].
- 1976 Premio World Fantasy alla carriera conferito dalla World Fantasy Convention.
- 1976 Premio World Fantasy per il miglior racconto a "Belsen Express" ("Belsen Express").
- 1978 Premio World Fantasy per il miglior romanzo a Nostra Signora delle Tenebre (Our Lady of Darkness).
- 1980 Premio British Fantasy per il miglior racconto a "Il fonditore di bottoni" ("The Button Molder").
- 1981 Premio Grand Master alla carriera conferito dalla Science Fiction and Fantasy Writers of America.
- 1981 Premio Balrog alla carriera.
- 1984 Premio Locus per la miglior antologia a Luce fantasma (The Ghost Light).
- 1987 Premio Bram Stoker alla carriera conferito dalla Horror Writers Association.
- 2001 Inclusione nella Science Fiction and Fantasy Hall of Fame del Museum of Pop Culture di Seattle, Washington.

## Trasposizioni cinematografiche
Film tratti da opere di Leiber (elenco parziale):
- Weird Woman di Reginald Le Borg (1944) - da Ombre del male
- La notte delle streghe (Night of the Eagle) di Sidney Hayers (1962) - da Ombre del male
- Witches' Brew (anche come Which Witch is Which?) di Richard Shorr e Herbert L. Strock (1980) - da Ombre del male